# Cotinis nitida
Cotinis nitida är en skalbaggsart som beskrevs av Carl von Linné 1764. Cotinis nitida ingår i släktet Cotinis och familjen Cetoniidae. Inga underarter finns listade i Catalogue of Life.